# Сирл, Роберт
Роберт Сирл (англ. Robert Searle; ? — не позднее 1674) — английский буканир, участник Панамского похода под началом Генри Моргана.
Впервые Роберт Сирл упоминается во второй половине 1662 года как капитан 6-пушечного корабля The Biam, в списке выданных губернатором Ямайки комиссий (то есть каперских патентов) против испанцев. Под командованием Кристофера Мингса Сирл принял участие в экспедициях на Сантьяго-де-Куба (в 1662 году) и на Сан-Франсиско-де-Кампече (в 1663 году). В июне 1664 года Сирлу удалось захватить и привезти на Ямайку два испанских приза.
В апреле 1665 года Сирл вошёл в состав флота заместителя губернатора Эдварда Моргана и под его командованием участвовал в разграблении голландского острова Синт-Эстатиус. В это время в его распоряжении был 9-пушечный корабль «Pearl». В сентябре того же года он вместе с капитаном Стедманом захватил голландский остров Тобаго.
В 1668 году команда Сирла разграбила испанский город Сан-Августин во Флориде. Совместно с другими буканирами Сирл участвовал в отражении испанского рейда против английской колонии Нью-Провиденс на Багамах.
В марте 1670 года Сирл на фрегате «Cagway» с экипажем в 70 человек возвратился в Порт-Ройял. Из-за того, что его люди были пьяны, он не смог захватить испанский галеон «Santisima Trinidad», который десять лет спустя взял на абордаж капитан Соукинс. В октябре 1670 года около острова Ваш он присоединился к флоту Генри Моргана, чтобы участвовать в панамском походе, однако потерял своё судно во время шторма, потрепавшего флот.
В январе 1671 году, после завершения победоносного панамского похода, Морган отдал ему захваченный испанский корабль, на котором Сирл разграбил несколько мелких колоний.
После панамского похода Сирл осел в заливе Кампече и стал заниматься перевозом кампешевого дерева в Порт-Ройял. Между 1672 и 1674 годами он был убит на поединке во время ссоры на острове Тристе, который позднее назвали в его честь (Сирл-Бей).

## Интересные факты
- Роберт Сирл был родственником губернатора Барбадоса Даниэла Сирла.